# اشمه‌کایا (هوپا)
اشمه‌کایا (به لاتین: Eşmekaya) یک منطقهٔ مسکونی در ترکیه است که در هوپا واقع شده‌است. اشمه‌کایا ۳۶۳ نفر جمعیت دارد.